# جووانی ساموئلز
جووانی لاویت ساموئلز (انگلیسی: Giovonnie Lavette Samuels؛ زادهٔ ۱۰ نوامبر ۱۹۸۵) یک هنرپیشه و صدا پیشه اهل ایالات متحده آمریکا است. وی از سال ۲۰۰۱ میلادی تاکنون مشغول فعالیت بوده‌است.
از فیلم‌ها یا مجموعه‌های تلویزیونی که وی در آن‌ها نقش داشته است می‌توان به تمام این‌ها، آزادی نویسندگان، آخرین مرد روی زمین و آن را روشن کنید اشاره نمود.